# Johann Beckmann (Politiker)
Johann Beckmann (* um 1575; † nach 1634) war Bürgermeister von Kassel.
Beckmann war mit der Tochter des Kasseler Bürgermeisters Friedrich Didamer verheiratet. Er immatrikulierte sich am 7. April 1593 an der Universität Marburg und erlangte dort den Grad eines Magisters. 1599 wurde er Prokurator bei der Kasseler Kanzlei und Anwalt in Kassel. 1612 erhielt er das Kasseler Bürgerrecht. 1612, 1614–1616, 1621, 1623, 1625–1626 und 1634 war er Ratsschöffe in Kassel. 1613 und 1618 war er dort Bürgermeister.